# Skoge/Møvik
Skoge/Møvik este o localitate din comuna Fjell, provincia Hordaland, Norvegia, cu o suprafață de 0,39 km² și o populație de 766 locuitori (2013).